# Поляна (Хыровская городская община)
Поляна (укр. Поляна) — село в Хыровской городской общине Самборского района Львовской области Украины.
Население по переписи 2001 года составляло 360 человек. Население по данным 2023 года составляло 486 человек. Занимает площадь 1,098 км². Почтовый индекс — 82051. Телефонный код — 3238.